# 삼대전역

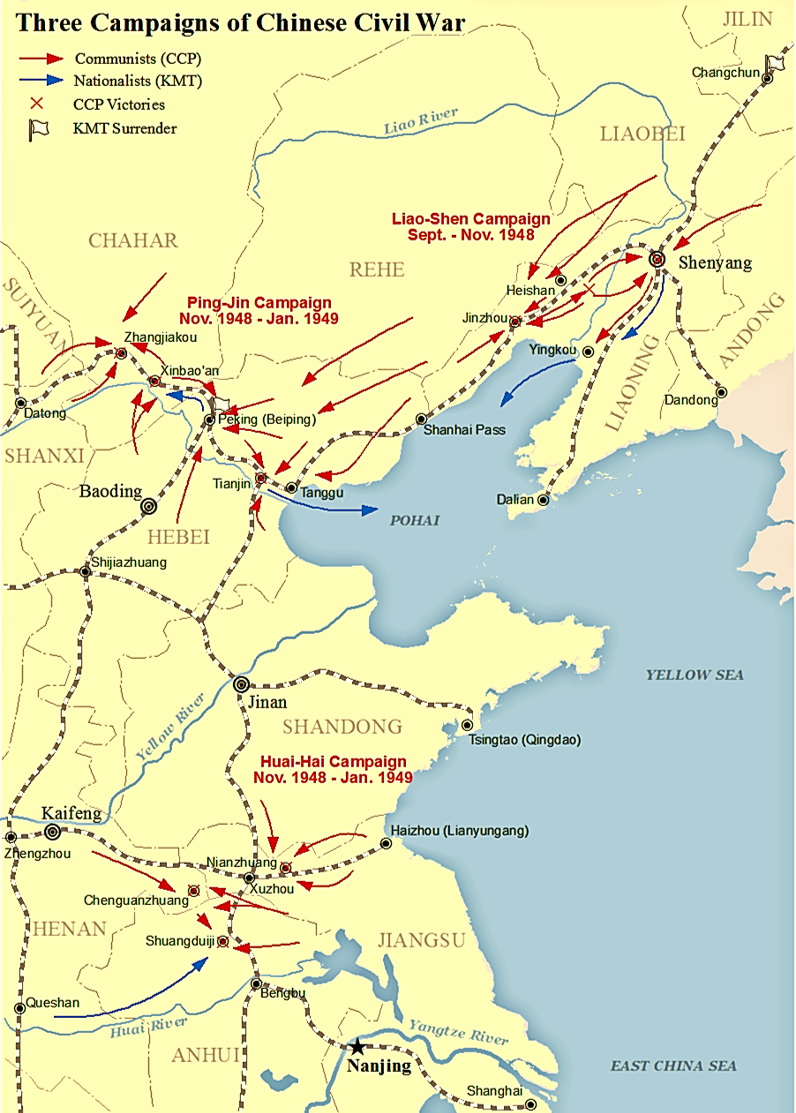
삼대전역 당시 인민해방군의 진격도. 위에서부터 랴오선 전역, 핑진 전역, 화이하이 전역이다.

삼대전역(중국어: 三大战役 싼다잔이[*]) 혹은 중화민국에서의 명칭 삼대회전(중국어: 三大會戰 싼다후이잔[*])은 1948년 9월부터 1949년 1월까지 제2차 국공 내전 기간 중국 인민해방군과 중화민국 국군 사이 일어난 세 차례 주요 전역을 의미한다. 삼대전역에 속하는 랴오선 전역, 핑진 전역, 화이하이 전역 모두 인민해방군의 승리로 끝났다.
1947년 7월 인민해방군은 전략을 공세로 전환하여 만주와 화북에서 국민당군을 공격하기 시작했다.:472 1948년 말 삼대전역이 종결된 무렵에는 국민당군이 정예 병력을 모두 잃고 150만명 이상의 병력 손실이 발생했으며 중국 대륙에서 중국국민당의 중화민국의 통치력이 붕괴되기 시작했다. 중일전쟁에서 유연한 게릴라전을 연마하며 오랜 기간 힘을 축적한 중국공산당은 이후부터 빠르게 중국 대륙 전역으로 진격하기 시작했다. 이어 1950년에는 하이난섬과 시캉성 지역을 점령했으며 중국공산당은 티베트를 제외한 중국 대륙 거의 전역을 점령해 사실상 통일했다.

## 랴오선 전역
랴오선 전역 혹은 랴오선 회전은 1948년 9월 12일부터 11월 2일까지 52일간 린뱌오와 뤄룽환이 이끄는 동북인민해방군이 둥베이의 진저우와 창춘에 있는 웨이리황 지휘 하의 동북 초비총사령부 본대를 공격한 전역이다. 이 전역에서 국민당군은 총 47만 2천명 가량의 사상자와 포로가 발생했으며 둥베이 전역을 중국공산당이 장악해 전쟁에서 유리한 고지를 얻었다. 이 전역을 중화인민공화국 측에서는 랴오선 전역(중국어: 遼瀋战役)이라고 부르고 있으며, 공식 전사에서는 랴오시 회전(遼西會戰) 혹은 랴오선 회전(遼瀋會戰)이라 부르고 있다.

## 화이하이 전역

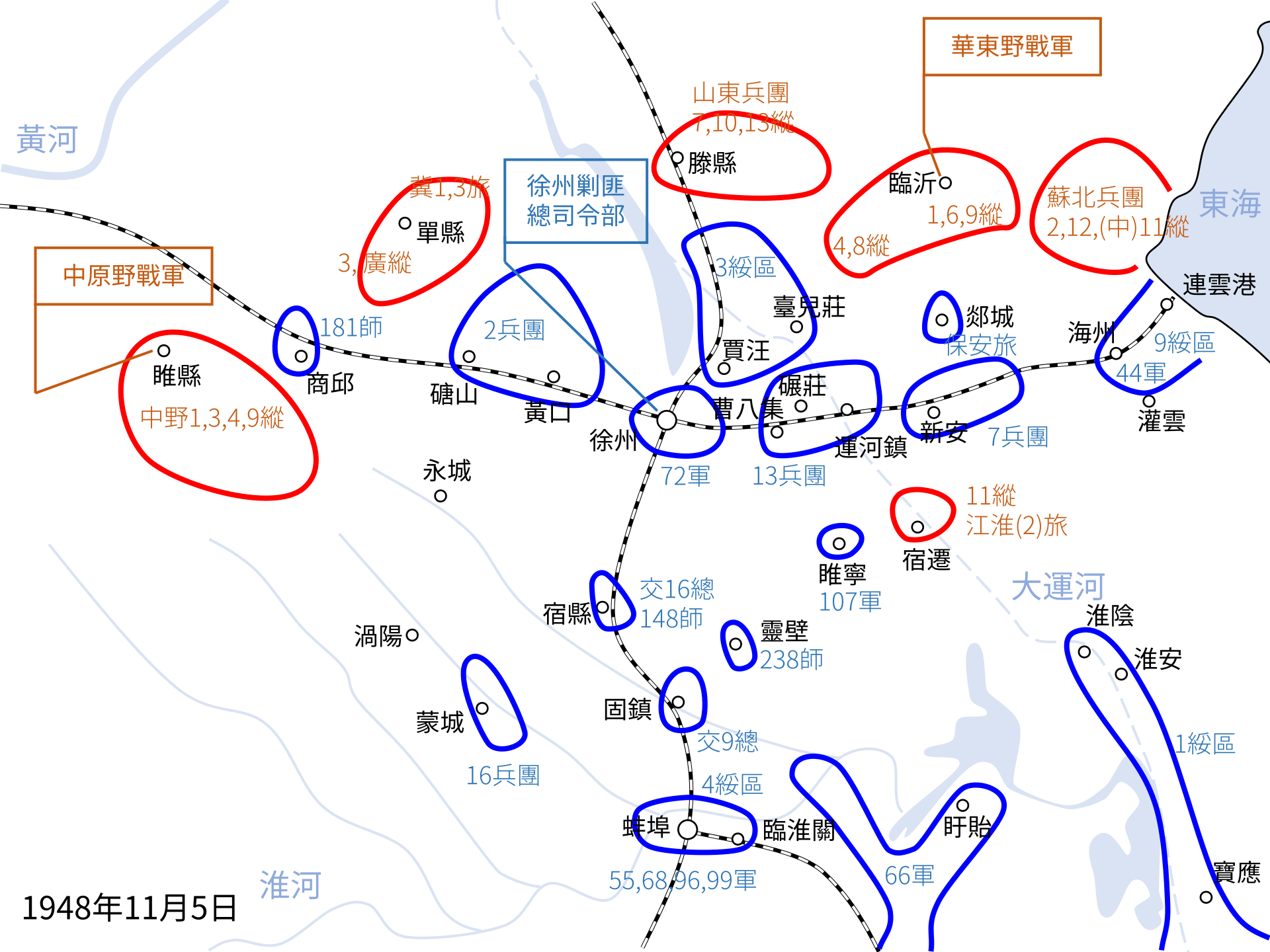
1948년 11월 5일 화이하이 전역 시작 시기 양 군의 배치도.

화이하이 전역은 1948년 11월 6일부터 1949년 1월 10일까지 66일간 류보청, 천이, 쑤위, 덩샤오핑이 이끄는 화동야전군과 중원야전군 60만명이 화이허와 하이저우에 주둔한 국민당의 류즈 지휘하 쉬저우 초비총사령부 주둔군과 바이충시 지휘하 화중 초비총사령부 증원군 80만명을 상대로 펼친 전략 공세 작전이다. 화이하이 전역에서 중국공산당군은 13만 4천명의 사상자가 나왔으며, 대신 국민당군은 황바이타오, 추칭취안, 황웨이, 류즈, 쑨위안량 등이 지휘한 55만 5천명의 병력이 전멸하고 군사를 재편성해야 했다.:2518 전역 종결 이후 인민해방군은 장강 북부의 대륙 광대한 지역을 장악하여 중화민국의 수도인 난징을 직접적으로 위협했다. 이 전투는 중화인민공화국에서 화이하이 전역(淮海战役)이라고 부르며 66일간의 전투를 통해 장강 이남의 영토 점령을 위한 교두보를 마련했고 중국 정세에 광범위한 영향을 끼쳤다. 마오쩌둥은 화이하이 전역에 대해 "쑤위 동지가 가장 위대한 업적을 달성했다"고 평했다. 중화민국 정부 측에서는 이 전역을 쉬방 회전(徐蚌會戰)이라고 부른다.

## 핑진 전역

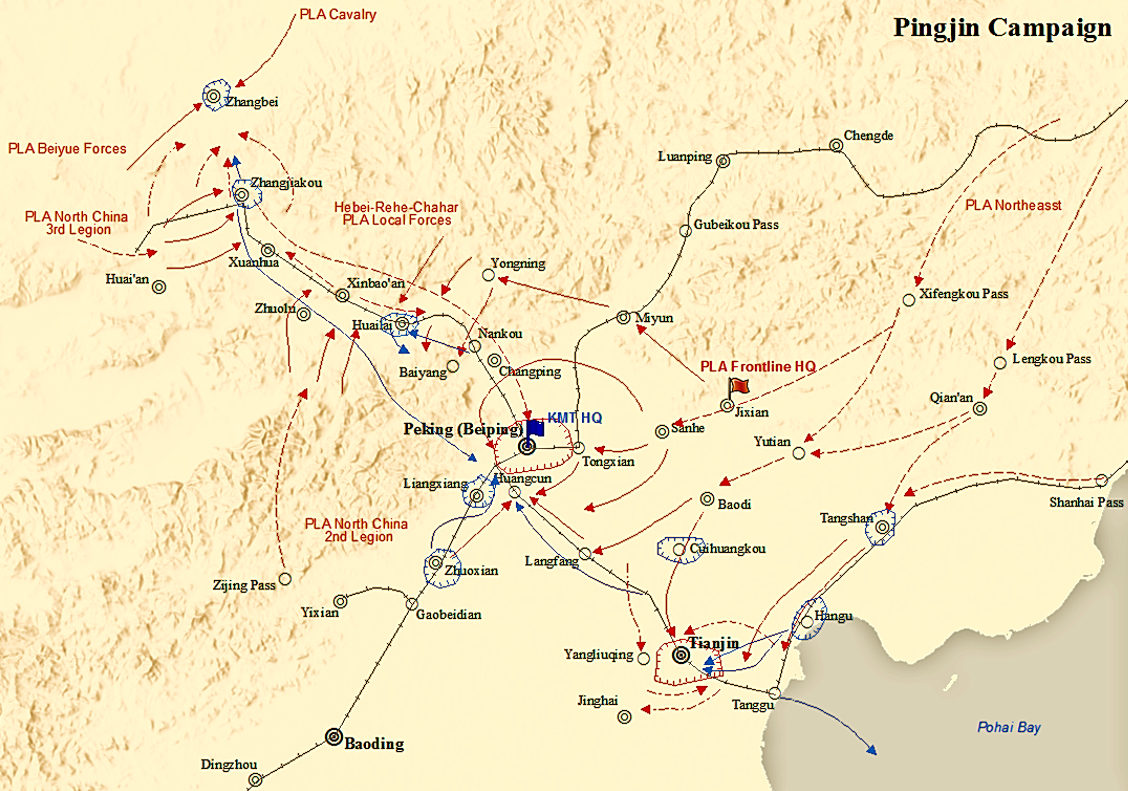
핑진 전역에서 양 군의 진격도.

핑진 전역은 1948년 11월 29일부터 1949년 1월 31일까지 64일간 린뱌오, 뤄룽환, 녜룽전이 이끄는 동북야전군과 화북야전군 총 100만명의 병력이 푸쭤이가 지휘하는 국민당 화북 초비총사령부 소속 본대 50만명의 병력을 포위했다. 이 과정에서 신바오안 전역과 톈진 공세 전역을 통해 국민당 주 병력 대부분이 소멸해 베이핑이 포위되었고, 인민해방군은 푸쭤이와 합의하여 푸쭤이가 항복, 베이핑에 무혈 입성한다. 핑진 전역이 끝날 쯤엔 푸쭤이와 천장제가 지휘했던 52만명이 넘는 국민당군이 전멸해 재편성해야 했고, 인민해방군은 베이핑, 톈진, 장자커우를 점령했다. 중화인민공화국은 이 전역을 핑진 전역(平津戰役)으로, 중화민국에서는 핑진 회전(平津會戰)이라 부르고 있다.

## 여파
삼대전역이 종결될 무렵 국민당군은 144개 정규사단과 29개 비정규사단 총 154만명의 병력을 잃었으며 이후 국민당군의 세력이 급속도로 감소해 공산당군의 공세를 막을 수 없었다. 삼대전역에서 국민당군의 패배는 제2차 국공 내전의 향방을 결정지은 전역으로 평가된다. 삼대전역이 종결된 이후 4월 21일 마오쩌둥은 장강 돌파를 명령해 30만명의 병력이 장강을 돌파, 남쪽으로 넘기 시작했다. 4월 23일에는 난징이 점령되었다.

## 참고 문헌
- Lew, Christopher R. (2009). 《The Third Chinese Revolutionary Civil War, 1945–49: An Analysis of Communist Strategy and Leadership》. New York, NY: Routledge. ISBN 978-1135969738.
- Murray, Jeremy A. (2017). 《China's Lonely Revolution: The Local Communist Movement of Hainan Island, 1926–1956》. Albany, New York: State University of New York Press. ISBN 9781438465319.
- Tanner, Harold M. (2015). 《Where Chiang Kai-shek Lost China: The Liao-Shen Campaign, 1948》. Bloomington: Indiana University Press. ISBN 978-0253016997.